# یک لنگی
یک لنگی روستایی از توابع بخش سیستان شهرستان کوهپایه در استان اصفهان ایران است.
این روستا دارای دو قلعه تاریخی است که اصالت آن به قبل از قاجار باز می گردد.

## جمعیت
این روستا در دهستان سیستان قرار دارد و براساس سرشماری مرکز آمار ایران در سال ۱۳۸۵، جمعیت آن ۲۱۲ نفر (۵۶خانوار) بوده‌است.